# سلطنة عدل
سلطنة عدل كانت من أقاليم سلطنة عفت حتى عام 805 هـ 1402 م وعندما سقطت عفت حلت محلها. وقد توسعت هذه السلطنة في عهد السلطان عمر دين بن محمد وفي عهد الإمام أحمد بن إبراهيم الغازي فاتح الحبشة. كان من ضمن أراضيها معظم أراضي سلطنة هرر- التي من ضمنها منطقة أوغادين الحالية، وبعد انكماشها وضعفها- بسبب دخول الاستعمار البرتغالي للمنطقة وتواطئه مع إمارة الحبشة ضد الوجود الإسلامي- انفصلت عنها بعض الممالك والإمارات الإسلامية مثل ممالك فطجار ودوارو ومملكة بالي، وسلطنة عروسى، وهدية وسندفا، وكلها قامت في الأقاليم الشرقية والوسطى لما يعرف حاليا بإثيوبيا. وقد توحدت هذه الإمارات سابقا تحت راية الإمام أحمد الغازي. وكان عامل الضعف الأساسي والقاتل لهذه الممالك الخلافات الداخلية فيما بينها. ولعبت هذه الممالك دوراً بارزاً في نشر الإسلام داخل أفريقيا الشرقية حتى وصلت إلى البحيرات العظمى. واستمر الحكم الإسلامي حتى مجيء الاستعمار الأوروبي في نهاية القرن الثامن عشر الميلادي.ً وهناك فترة تولت الحامية المصرية أمور المنطقة بأمر من الصادر الأعظم العثماني، بين عامي 1875-1885 م حتى أجبر الاستعمار الأوربي خروجها، ثم سقطت مدينة هرر عاصمة الصومال التاريخية في أيدي الأحباش عام 1887م وحوّلوا الجامع الذي بناه المصريون إلى كنيسة وبجوارها الجامع الهررى.
كانت سلطنة العدل، أو مملكة العدل أو العدل أو بار سعد الدين سلطنة مسلمة سنية قروسطية واقعة في القرن الإفريقي. أسسها صبر الدين الثاني بعد سقوط سلطنة عفت. ازدهرت المملكة منذ عام 1415 وحتى 1577 تقريبًا. تأسست السلطنة والدولة على أيدي السكان المحليين لزيلع. أو هضبة هرر. في أوجها، سيطرت الدولة في ظل السلطان بادلاي على الأرض الممتدة من صوماليلاند إلى مدينة سواكن الساحلية في السودان. حافظت الإمبراطورية العدلية على علاقة تجارية وسياسية متينة مع الامبراطورية العثمانية.
ومن أبرز المعارك ضد الحبشة(شمبركور، أنتكيا (أنطاكيا) ، أمب سيل، )

## أصل الكلمة
يُعتقد أن كلمة عدل اختصار لهافيلا. 
كان عيدال أو (أو عبدال)، أمير هرر في القرن الحادي عشر. في القرن الثالث عشر، أشار الكاتب العربي شمس الدين الأنصاري إلى عاصمة سلطنة عدل، زيلع، باسمها الصومالي «أودال». يحمل إقليم أودال المعاصر في صوماليلاند، الذي كان جزءًا من سلطنة عدل، اسم المملكة.
محليًا، كانت المملكة معروفة بالنسبة للمسلمين باسم بار سعد الدين ويعني «بلاد سعد الدين».

## تاريخ

### تأسيس السلطنة
امتلكت سلالة والاشما من سلطنتي عفت وعدل تقاليدًا نسَبيّة صومالية. أورد المؤرخ الإثيوبي تاديس تمرات أن إدارة عدل كانت تتألف من شعوب عرقوبا وهرر والسيلت. وفقًا لباتريك جايكس، فقد سمَّت عدل في القرن السادس عشر شعب هرلا والشعب الصومالي. حكم عدل تحالفٌ بين أسرة والاشما من عفت وأسرة أبادير من هرر. كانت تحالفات الزواج بين شعوب عرقوبا وهراري والصومالي شائعة أيضًا ضمن سلطنة عدل.

### تأسيس المملكة
كانت مملكة عدل متمركزةً حول عاصمتها زيلع. تأسست على أيدي القبائل الصومالية المحلية في بداية القرن التاسع. جذبت زيلع التجار من كل أنحاء العالم، ما ساهم بثراء المدينة. زيلع مدينة قديمة وكانت واحدة من أُوَل مدن العالم اعتناقًا للإسلام.
في نهاية القرن التاسع، كتب اليعقوبي، وهو باحث ورحالة أرمني مسلم أن مملكة عدل كانت مملكة صغيرة ثرية وأن زيلع كانت بمثابة مقر المملكة، ما يعود تاريخه إلى بداية القرن. 

### الأثر الإسلامي
دخل الإسلام إلى منطقة القرن الإفريقي مبكرًا من شبه الجزيرة العربية، بعد فترة وجيزة من الهجرة. يعود تاريخ مسجد القبلتين ذي المحرابين في زيلع إلى نحو القرن السابع، وهو أقدم مسجد في إفريقيا. في أواخر القرن التاسع، كتب اليعقوبي أن المسلمين كانوا يعيشون على طول الساحل الشمالي للصومال. أدارت الحكومة عائلات صومالية محلية أسسها العدليون. اتسم تاريخ عدل من فترة التأسيس هذه فصاعدًا بسلسلة من المعارك مع الإمبراطورية الإثيوبية المجاورة.
وُلد يوسف بن أحمد الكونين في زيلع في فترة مملكة عدل. الكونين قديس صومالي مسلم. يُعتقد أنه سلف العائلة الملكية المعروفة بأسرة والاشما، والتي حكمت لاحقًا كلًا من سلطة عفت وسلطنة عدل خلال القرون الوسطى. 

### نشأة السلطنة
هجر السلطان حق الدين الثاني قاعدة والاشما السابقة قاصدًا هرر ما أدى إلى صيرورة عدل خطرًا كبيرًا على إثيوبيا متجاوزةً حتى سالفتها عفت في هذا الخصوص. ورد ذكر عدل بالاسم في القرن الرابع عشر في سياق المعارك بين مسلمي الصومال وساحل عفر وقوات الملك الإثيوبي أمدا سيون الأول المسيحية.
في عام 1332، قُتل ملك عدل في حملة عسكرية هدفت إلى وقف مسيرة أمدا سيون باتجاه زيلع. وقتما قُتل آخر سلطان لعفت، سعد الدين الثاني، على يد داويت الأول في مدينة زيلع الساحلية في عام 1410، هرب أطفاله إلى اليمن، وعادوا لاحقًا في عام 1415. في بداية القرن الخامس عشر، انتقلت عاصمة عدل باتجاه الداخل إلى بلدة دكار، حيث أسس صبر الدين الثاني، الابن الأكبر لسعد الدين الثاني، حكومة عدلية جديدة بعد عودته من اليمن. خلال هذه الفترة، بزغت عدل باعتبارها مركزًا للمقاومة الإسلامية ضد المملكة الإثيوبية المسيحية الآخذة بالتوسع. حكمت عدل بعد ذلك كل الأراضي التي كانت تحكمها سلطنة عفت سابقًا، بالإضافة إلى الأرض الممتدة شرقًا حتى رأس غواردافوي، وفقًا لليو أفريكانوس.
بعد عام 1468، ظهر نسل جديد من الحكام على الساحة السياسية في عدل. عارض الخوارج حكم والاشما بسبب معاهدة كان السلطان محمد بن بادلاي قد وقعها مع إمبراطور إثيوبيا بايدا مريم، حيث واقف بادلاي على دفع جزية سنوية. فُعل هذا ابتغاءا لتحقيق السلام في المنطقة، وإن لم تُرسل الجزية أبدًا. فسر أمراء عدل، الذين كانوا يحكمون الولايات، المعاهدة على أنها خيانة لاستقلالهم وتراجع عن سياسة الحكومة طويلة الأمد في مقاومة التوغلات الإثيوبية. كان أمير زيلع القائد الرئيس لهذه المعارضة، وهي أكثر ولايات السلطنة ثراء. من حيث أنه كان متوقعًا منه دفع القسم الأكبر من الجزية السنوية التي ستُمنح للإمبراطور الإثيوبي. زحف الأمير لاداي عثمان بعد ذلك إلى دكار وسيطر عليها في عام 1471. ومع ذلك، لم يعزل عثمان السلطان من منصبه، بل منحه منصبًا تشريفيًا عوضًا عن ذلك في حين أبقى السلطة الحقيقية في يده. صارت عدل الآن تحت قيادة أمير قوي يحكم من قصر سلطان اعتباريّ. أورد محمد حسن أن سلاطين عدل بدأوا بفقدان السيطرة على الدولة لصالح أرستقراطي هرر، الشعب الهرري وشعب هرلا.
تابعت الجيوش العدلية تحت قيادة حكام مثل صبر الدين الثاني ومنصور الدين وجمال الدين وشمس الدين والأمير محفوظ كفاحها ضد التوسعية الإثيوبية.
سبب الأمير محفوظ، الذي تقاتل مع الأباطرة اللاحقين، وفاة الإمبراطور نعُد في عام 1508، لكنه قُتل بدوره على يد قوات الإمبراطور داويت الثاني (ليبنا دينغيل) في عام 1517. بعد موت محفوظ، نشبت حرب أهلية من أجل منصب الأمير الأعلى لعدل. وصل خمسة أمراء إلى سدة الحكم في غضون سنتين فقط. لكن أخيرًا، تولى قائد ناضج وقوي يدعى الجراد أبون أدوس (الجراد أبون) الحكم. وقتما كان الجراد أبون حاكمًا هُزم وقُتل على يد السلطان أبو بكر بن محمد، وفي عام 1554، بموجب مبادرته، صارت هرر عاصمة عدل. لم يتمرد الأمراء الصغار وحسب هذه المرة، بل قامت كل دولة عدل ضد السلطان أبو بكر، ذلك أن الجراد أبون كان محبوبًا لدى شعب السلطنة. انضم الكثير من الناس إلى قوات إمام شاب اسمه أحمد بن إبراهيم الغازي، الذي طالب بالثأر للجراد أبون. تولى الغازي الحكم في عدل في عام 1527، لكنه لم يخلع السلطان، بل تركه في منصبه الاعتباري. ومع ذلك، وقتما شن أبو بكر الحرب عليه، قتل أحمد بن إبراهيم أبا بكر واستبدل أخا أبي بكر الأصغر عمَر الدين به. قاتلوا تحت توليفة من ثلاث رايات استخدمها أحمد الغازي.

## أعلام
- جمال الدين الزيلعي